# Глазиха
Глазиха — деревня в Харовском районе Вологодской области.
Входит в состав Кумзерского сельского поселения, с точки зрения административно-территориального деления — в Кумзерский сельсовет.
Расстояние по автодороге до районного центра Харовска — 54 км, до центра муниципального образования Кумзера — 5 км. Ближайшие населённые пункты — Андреевская, Балуковская, Жуковская.
По переписи 2002 года население — 11 человек.